# Zbigniew Skoczylas
Zbigniew Skoczylas (ur. 2 sierpnia 1928 w Białej Krakowskiej, zm. 7 maja 2015) – polski wojskowy, taternik, alpinista, działacz społeczny i państwowy.

## Życiorys

### Działalność wojskowa
Od 1949 służył w Ludowym Wojsku Polskim. Pełnił służbę m.in. w 6 Pomorskiej Dywizji Powietrznodesantowej. W 1964 pełnił funkcję dowódcy 9 Szkolny Batalion Powietrznodesantowy. Był adiutantem gen. Józefa Kuropieski. W 1979 na własną prośbę odszedł z wojska w stopniu podpułkownika.

### Działalność wspinaczkowa[5]
Przez wiele lat zajmował się wspinaczką górską. Przygodę z nią rozpoczął w 1950 r. Szybko osiągnął wysoką pozycję wśród polskich taterników. M. in. w 1953 r. wytyczył (wraz z Janem Długoszem, Markiem Stefańskim i Andrzejem Grabianowskim) nową drogę na Mnichu - „Kant hakowy”. Zimą 1954 r. dokonał pierwszego zimowego przejścia grani od Wołoszyna przez Świnicę do Mieguszowieckiego Szczytu. Wspinał się m.in. z Januszem Onyszkiewiczem, Andrzejem Paczkowskim i swoim bratem Adamem. Od 1974 r. był ratownikiem Grupy Tatrzańskiej Górskiego Ochotniczego Pogotowia Ratunkowego, uczestnicząc w wielu akcjach ratunkowych.
Od 1951 działał w strukturach organizacji, zrzeszających polskich teterników. W latach 1957–1962 był wiceprezesem zarządu nowego Klubu Wysokogórskiego, a w latach 1979-1985 wiceprezesem zarządu Polskim Związku Alpinizmu. Przez długi czas zajmował się tatrzańską bazą PZA, kierując m.in. bazami namiotowymi („taboriskami”) na Szałasiskach przy Morskim Oku i na Rąbaniskach w Dolinie Gąsienicowej. Wraz z żoną Bogną zainicjował doroczne Spotkania Oldboyów w obozowisku na Rąbaniskach (obecnie odbywają się w schronisku nad Morskim Okiem). Był prezesem kapituły Złotego Jaja, przyznającej co roku ową „nagrodę” za najbardziej dyskusyjne osiągnięcie wspinaczkowe.
Brał udział w wyprawach himalaistycznych w Indiach i Nepalu. W czasie pobytu w Indiach pracował jako wolontariusz w obozie dla uchodźców tybetańskich.

### Działalność polityczna i społeczna
W latach 1980–1981 był doradcą NSZZ „Solidarność”. W październiku 1990 ówczesny prezes Helsińskiej Fundacji Praw Człowieka Marek Nowicki rekomendował go ministrowi spraw wewnętrznych Krzysztofowi Kozłowskiemu na stanowisko Pełnomocnika MSW do Spraw Uchodźców, utworzone w związku z napływem do Polski imigrantów m.in. z Rumunii, ZSRR oraz krajów Afryki i Azji. Pełniąc funkcję Pełnomocnika do Spraw Uchodźców Skoczylas odpowiadał za stworzenie systemu udzielania cudzoziemcom ochrony na terytorium Polski. W lipcu 1991 podał się do dymisji, uznając swoją misję za wypełnioną. Od sierpnia 1991 pełnił funkcję doradcy ministra spraw wewnętrznych ds. migracji. Przyczynił się do zorganizowania w 1992 Biura Łącznikowego UNHCR w Polsce.
W 1992 kierował zespołem ds. wojska i żołnierzy w Biurze Rzecznika Praw Obywatelskich, a od lipca 1992 do marca 1994 był dyrektorem Departamentu Kadr Ministerstwa Obrony Narodowej. W kwietniu 1994 został doradcą ministra spraw wewnętrznych Andrzeja Milczanowskiego ds. Straży Granicznej i uchodźców. W późniejszych latach doradzał ministrom obrony narodowej Piotrowi Kołodziejczykowi, Zbigniewowi Okońskiemu i Januszowi Onyszkiewiczowi. W latach 1998–2000 kierował Gabinetem Politycznym w MON, a następnie był doradcą Bronisława Komorowskiego.
W 2008 i 2009 był nominowany przez Biuro UNHCR w Polsce do Nagrody Nansena.